# Leyland Motors
Leyland Motors — с 1896 года английский производитель автомобилей и автобусов. Штаб-квартира расположена в городе Лейленд. В 1923 году компания прекратила производство легковых автомобилей. В 1961 году Leyland Motors купила производителя автомобилей Standard—Triumph.
17 января 1968 года, под прямым давлением со стороны своего национального правительства British Motor Holdings объединилась с Leyland Motor Corporation (автомобили: Standard—Triumph , Rover и Alvis, грузовые автомобили Leyland и автобусы, боевые машины Alvis), чтобы образовать, после национализации, British Leyland Motor Corporation (BLMC).
Объединённый холдинг позже изменил свое название на просто British Leyland (BL), а затем в 1986 году на Rover Group. Несмотря на то, что различные предприятия по производству автомобилей были в конечном итоге ликвидированы или потеряли свою рентабельность из-за финансовых проблем BL и его преемников (MINI и Jaguar Land Rover являются двумя оставшимися в живых организациями), первоначальный бизнес Leyland Trucks по-прежнему существует как филиал PACCAR.
В настоящее время бренд Leyland используется индийской компанией Ashok Leyland.